# Catawiki
Catawiki is een Nederlands bedrijf op internet uit Assen, dat werd opgericht in 2008. Het bedrijf publiceert een wiki-verzameling van verzamelaarscatalogi die kan worden bewerkt door elke geregistreerde gebruiker en organiseert sinds 2011 onlineveilingen in tientallen categorieën. Er zijn per 2019 websites in meer dan tien Europese talen en het Chinees. Het bedrijf heeft kantoren in Nederland (Assen en Amsterdam), Duitsland (Berlijn), Frankrijk (Parijs), Engeland, Italië, Spanje en Portugal.

## Activiteiten

### Doel
Een van de oorspronkelijke doelen was om papieren verzamelaarscatalogi te vervangen. Die zijn volgens Catawiki vaak moeilijk toegankelijk, verouderd en geschreven door een kleine groep verzamelaars. De makers proberen een wereldwijde standaard te bereiken voor online catalogi die ook geschikt zou moeten zijn voor musea en bibliotheken. Daarnaast is het de bedoeling om catalogi te maken voor onderwerpen waarvoor nog geen catalogi bestaan.

### Websites
De originele versie was in het Nederlands. Sinds maart 2011 is de website ook beschikbaar in het Engels. De site werd daarvoor vertaald vanuit het Nederlands en aangepast aan de Engelse markt. In hetzelfde jaar volgden een Franse en een Duitse versie. In juni 2015 volgden websites in het Spaans en Italiaans. Daarna volgden snel twee Chinese websites, een in simpel Chinees en de ander in traditioneel Chinees. Medio 2019 is de site beschikbaar in het Chinees, Deens, Duits, Engels, Grieks, Frans, Hongaars, Italiaans, Noors, Pools, Portugees, Roemeens, Spaans en Zweeds.

### Werkwijze
Voor elk veldgebied heeft Catawiki een expert in dienst die de veranderingen door de geregistreerde bewerkers controleert. Bewerkers kunnen ook hun eigen verzameling bijhouden. Er zijn ook fora voor discussie. Inkomsten worden behaald uit verkoop doordat verzamelaars en handelaren items te koop aanbieden. Catawiki krijgt een percentage van elk verkocht item van de verkoper, alsook een percentage van de koper.
In de loop van de tijd is het aantal veilingcategorieën uitgebreid. In 2014 werden er wekelijks gemiddeld 40 veilingen georganiseerd, in 2019 zijn dat er zo'n 300. Deels gaat het om terugkerende rubrieken, zoals stripboeken, ansichtkaarten en postzegels. Daarnaast worden er aparte themaveilingen georganiseerd, rondom een bepaald thema of een persoon. Zo zijn er veilingen geweest rondom Heleen van Royen, Gerard Reve en Boudewijn Büch. Professionele aanbieders en particulieren kunnen kavels aanleveren voor de veiling. Een veilingmeester maakt vervolgens een inschatting van de waarde van de kavel en maakt op basis daarvan een keuze of de kavel tot de onlineveiling wordt toegelaten. Alleen voorwerpen waarvan verwacht wordt dat ze minstens 75 euro opbrengen, worden te koop aangeboden.

## Geschiedenis
Catawiki is opgericht door de Nederlanders René Schoenmakers, een stripverzamelaar, en Marco Jansen, een programmeur. De site ging op 10 september 2008 de lucht in. Om een vliegende start te garanderen, hadden zij de rechten gekocht van een bestaande Vlaamse stripdatabase met 110.000 artikelen. In 2009 trad Erik Boeré, uitgever van CD- en DVD-ROM-catalogi van postzegels, munten en telefoonkaarten, toe tot Catawiki en hij voegde zijn grote databases aan Catawiki toe, waardoor een van de grootste online postzegelcatalogi ontstond, met een thematische zoekfunctie.
Catawiki is begonnen met een afdeling stripboeken en die afdeling is nog altijd de grootste, met in december 2011 meer dan 285.000 artikelen. In totaal zijn er in december 2011 zeventig rubrieken. In oktober 2009 waren er ruim 500.000 artikelen beschreven in de catalogus. In december 2011 waren dit er al ruim 1,2 miljoen en dit groeide door naar meer dan 2,5 miljoen in september 2014. Het bedrijf groeide in 2014 van 3 miljoen naar 8 miljoen unieke bezoekers per maand. In 2014 werden wekelijks 15.000 voorwerpen geveild, tegenover 7000 per week in 2013.
Accel Partners, een van de eerste grote investeerders in Facebook, stak in september 2014 tien miljoen euro in Catawiki. Met die investering was Catawiki in staat haar activiteiten in Europa verder uit te breiden. Met het geld werd het online marketingteam uitgebreid, terwijl ook het aantal specialistische veilingcategorieën werd vergroot. Per 23 juni 2015 waren er 170 werknemers in dienst en waren er zestig vacatures.
In juli 2015 werd een bedrag van 75 miljoen euro opgehaald bij investeerders. De Amerikaanse investeerder Lead Edge Capital had daarin de leiding. Er kwam ook geld binnen van eerdere investeerders Project A Ventures, Accel Partners en van de NOM, een investerings- en ontwikkelingsmaatschappij uit Noord-Nederland. Enkele oud-managers van het Nederlandse hotelboekingsbedrijf Booking.com legden ook geld in, net als de Nederlandse ondernemer Willem Sijthoff.
In 2016 had het bedrijf zo'n 500 medewerkers en droegen de oprichters de dagelijkse leiding in het bedrijf over aan Ilse Kamps. Zij werd in 2018 opgevolgd door Ravi Vora. De Financial Times plaatste in 2017 Catawiki op de dertiende plaats op de lijst van Europa's snelst groeiende bedrijven, de hoogste notering voor een Nederlands bedrijf.
Catawiki realiseerde in 2015 een omzet van zo'n 17 miljoen euro en dit was gestegen naar bijna 47 miljoen euro in 2017. Het maakt nog steeds geen winst. In 2015 bedroeg het verlies nog 7,2 miljoen euro, een jaar later was dat opgelopen naar ruim 22 miljoen euro en in 2017 maakte de veilingsite bijna 20 miljoen euro verlies. In 2018 bleef de omzet steken op 45 miljoen euro en het verlies kwam uit op 12,3 miljoen euro. Door de aanhoudende verliezen is het eigen vermogen gedaald van 62 miljoen euro per eind 2015 naar 11 miljoen euro per jaareinde 2018. In juli 2020 gingen de verzamelaarscatalogus en de veilingsite uit elkaar. De veilingsite bleef Catawiki en de verzamelaarscatalogus werd LastDodo.

## Sponsoring
Sinds juli 2017 is Catawiki shirtsponsor van voetbalploeg derde divisionist ACV. Het sportpark van ACV heet sindsdien Catawiki Sportpark.